# Mariagrot van Maldegem-Kleit

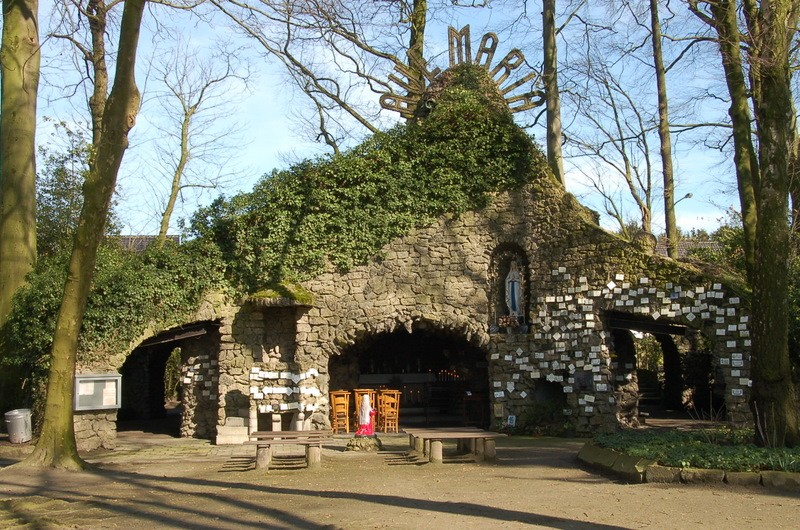
De Mariagrot.

De Mariagrot van Maldegem-Kleit of Lourdesgrot is een Lourdesgrot en bedevaartsoord, gelegen aan de Halledreef in het kerkdorp Kleit (Maldegem) in de Belgische provincie Oost-Vlaanderen. De bidplaats is opgedragen aan Onze Lieve Vrouw en is gelegen nabij de N44 ter hoogte van de afslag naar Kleit.

## Ontstaan
De Lourdesgrot werd van 1950-1952 gebouwd in de pastorietuin achter de parochiekerk, een restant van het voormalige Kluisbos.
De start lag bij een voormalige pastoor E.H. Jozef Brewée, die vlak na de Tweede Wereldoorlog het initiatief nam. 
De grot was een ontwerp van Laurent Cromheecke en als bouwmateriaal werden betonplaten gebruikt die van het oorlogsvliegveld bij Ursel afkomstig waren – of hoe oorlogsmateriaal werd omgebouwd tot een oord van vrede. Ook de muur om het domein is met dit materiaal gebouwd. De grot is met een lengte van 18 meter, een breedte van 13 meter en een hoogte van 9,5 meter de grootste Lourdesgrot in Vlaanderen. Aan de grot hangen talrijke ex voto-tegeltjes.
In 1952 werd de grot en de rozenkransomgang gewijd door de missiebisschop Mgr. Cuvelier. 
Een aantal andere kapelletjes en beeldengroepen werd bijgebouwd, zodat een processiepark ontstond.
In 1953 werden kapelletjes van Onze-Lieve-Vrouw van Smarten, en een Sint-Ritakapel met beelden van Sint-Rita, Sint-Nicolaas van Tolentijn en Sint-Antonius van Padua, toegevoegd. Twee glas-in-loodramen stellen Sint-Petrus en Sint-Jozef voor. In dat jaar zegende de deken van Eeklo de kapelletjes van de Zeven Weeën, het H. Graf en de Ritakapel. 
Hieromheen verrees nog een ommegang met 15-tal kapelletjes die de Geheimen van de Rozenkrans verbeelden.
In 1954 werd de erekapel met de Calvarie in gebruik genomen en zegende de Gentse bisschop Mgr. Karel-Justinus Calewaert het hele complex in.
In 2004 werd de grot met omgeving geklasseerd als monument.